# Loukov u Mnichova Hradiště
Loukov ist eine Gemeinde mit 168 Einwohnern in Tschechien. Sie gehört zum Okres Mladá Boleslav und befindet sich sieben Kilometer nordöstlich der Stadt Mnichovo Hradiště.

## Geografie
Loukov liegt am Ufer der Jizera unweit des Böhmischen Paradieses.  Nachbarorte sind Loukovec im Westen, Březina im Süden, Doubrava im Osten und Svijany im Norden. Der Ort hat Anschluss an die Bahnstrecke Praha–Turnov und an die Schnellstraße R10 von Praha über Mladá Boleslav nach Turnov.

## Geschichte
Die Gegend von Loukov wurde um das Jahr 1200 erstmals besiedelt. 1225 gehörte der hiesige Hof der Johanniter-Kommende in Český Dub. Später ging er an das Zisterzienser-Kloster in Mnichovo Hradiště über und fiel zu Zeiten der Hussitenkriege an die Böhmische Krone. 1436 vergab König Sigismund den Ort an Bohuš z Kováně, den Herrn der Burg Frýdštejn. Nach dessen Tod erhielt ihn Hynek von Waldstein zum Pfand. Seit 1528 im Besitz der Herren von Wartenberg, wurde Loukov eines der 64 Dörfer der Herrschaft Svijany, deren Schicksal das Dorf fortan teilte. So kam es im 17. Jahrhundert von den Wartenbergern an Joachim Andreas von Schlick und nach dessen Hinrichtung an Albrecht von Waldstein sowie dessen Nachkommen, die es 1820 an Fürst Charles Alain de Rohan verkauften. Nach Aufhebung der Patrimonialherrschaften gehörte Loukov ab 1850 zum Gerichtsbezirk Mnichovo Hradiště im politischen Bezirk Mladá Boleslav.
Seit 1813 gibt es in Loukov eine Brücke über die Jizera. Im Hof Dařenice am rechten Flussufer wurde 1870 eine Zuckersiederei erbaut. 1906 entstand auf dem Gelände eine Textilfabrik.  1945 lebten in Loukov noch etwa 480 Menschen, die größtenteils in der Landwirtschaft ihr Auskommen fanden.

## Sehenswürdigkeiten
- Die Dreifaltigkeitskirche, 1352 erstmals erwähnt, wurde 1610–12 im Stil der späten Renaissance mit gotischen Elementen neu erbaut und nach einem Brand 1836 im Stil der Neugotik umgestaltet. Neben der Kirche befindet sich die Grablege der Familie Rohan.[2]
- Denkmalgeschützte Bauernhäuser aus dem 17. und 18. Jahrhundert
- Statue des Johannes Nepomuk von 1779[3]
- Das ehemalige Jagdschlösschen Bažantnice
- Das Naturreservat Bažantnice u Loukova, ein Eichenmischwald mit Vorkommen des Gefleckten Aronstabes